# Pont de Besalú
El pont de Besalú és un pont romànic d'entrada d'accés fortificada a Besalú que travessa el riu Fluvià. És protegit com a bé cultural d'interès nacional. Formava part de l'antic camí medieval que comunicava Girona amb Sant Esteve d'en Bas, passant per Banyoles, Besalú, Castellfollit de la Roca i Olot.

## Descripció
Es tracta d'un pont de forma angular de set arcs desiguals, sobre pilars, molts d'ells fonamentats a la roca viva del riu, amb tallamars. Al final del primer tram, entre el quart i el cinquè arc, hi ha un eixamplament de la calçada, la «creu grossa», i més endavant, entre el sisè i el setè, n'hi ha un altre, anomenat la «creu petita». El sector més antic del pont (que hom data del segle xi o XII) sembla que és el més proper a la vila de Besalú: s'hi poden observar filades irregulars de petits carreus, similars als que apareixien a les construccions més antigues de la vila. El portal d'accés, fortificat, està sobreposat al primer pilar del pont. Damunt del cinquè pilar, s'alça la torre fortificada, de planta hexagonal amb dos arcs de mig punt sobreposats, per la banda de llevant, i amb un arc apuntat i espitlleres al cim, per la banda de ponent.
En un dels carreus del pilar central del segon tram, hi ha una pedra heràldica amb la data 1680, cosa que fa pensar en una restauració de gran envergadura o en una reconstrucció quasi total del pont. El mateix any hi ha notícies de reparacions al molí fariner i al molí draper, malmesos per les inundacions. Potser el pont també en va quedar afectat i va necessitar una bona restauració.

## Història

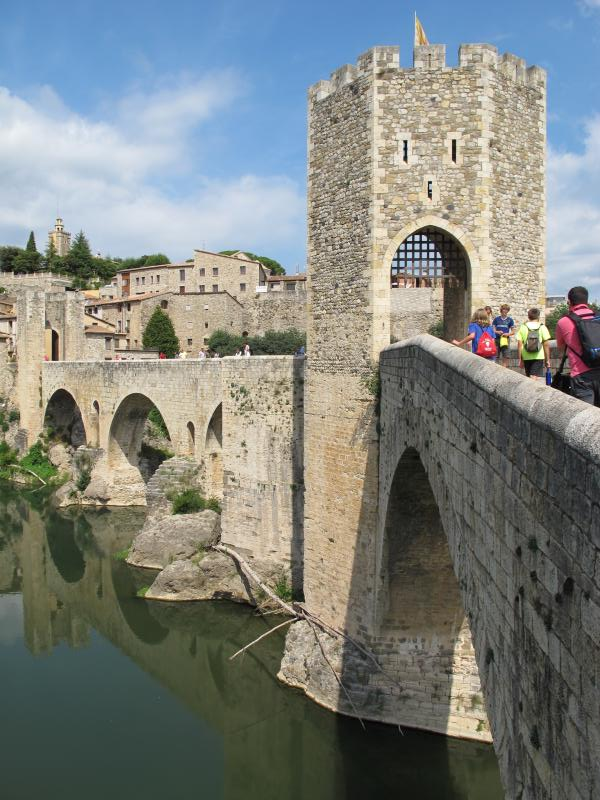
Vista del pont medieval

El pont de Besalú, sobre el riu Fluvià, és el resultat de diverses reconstruccions, reformes, afegits i restauracions, fetes al llarg dels segles. La primera notícia que se'n té és del 1075, en què s'esmenta un pont a Besalú. L'any 1284 es torna a fer referència al pont, en vendre un hort bastant gran. Pot ser que el traçat inicial fos un altre (aigües amunt hi ha restes d'un pilar amb carreus a la base similars als del pont). Diversos aiguats (1315, 1321, 1433, 1421, 1669, 1771 i 1790) afectaren el pont de manera que calgué reparar-lo sovint. L'any 1880 s'enderrocà la torre del centre i el portal d'accés des del poble per facilitar el pas de maquinària necessària per a la indústria local. L'any 1939 se'n volaren dos arcs.